# Смерть и дровосек (Милле)
«Смерть и дровосек» (фр. La Mort et le Bucheron) — жанровое полотно французского художника XIX века Франсуа Милле. В основе выбранного сюжета лежит одноимённая басня Лафонтена.

## Предпосылки

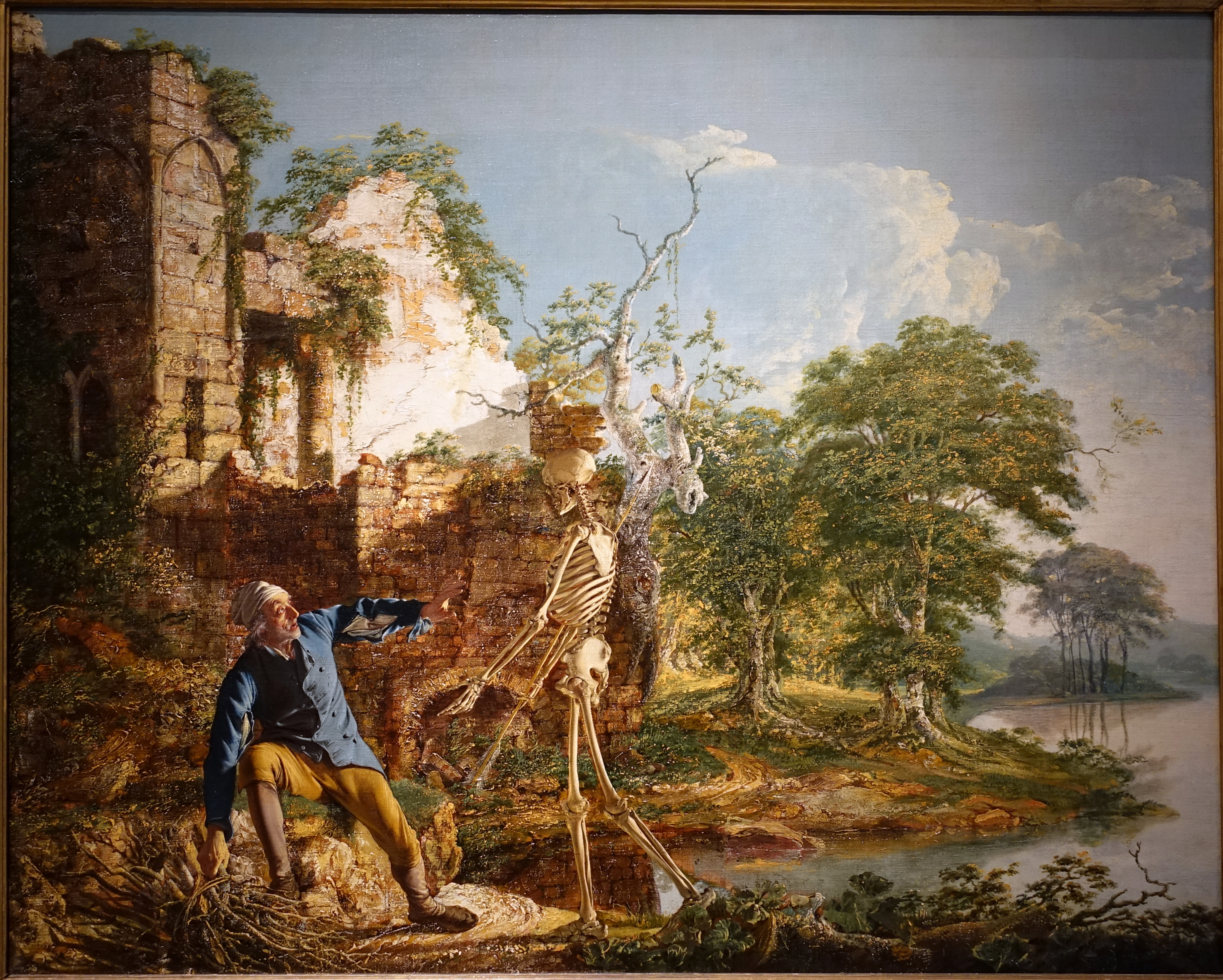
Джозеф Райт. Старик и смерть. 1773

Как все молодые художники, Милле начинал с поисков и делал попытки в разных жанрах. Начинал он как портретист. Знакомства с произведениями коллег привели его к написанию пейзажей и нескольких натюрмортов. Но главной темой, надолго захватившей художника, стала тяжёлая жизнь крестьянства во Франции XIX века. В те годы в воображении французских буржуа жизнь крестьян, в отличие от жизни рабочих, романтизировалась, представляясь безмятежным существованием на лоне природы, не подверженным разложению.
Среди жанровых полотен Милле картина «Смерть и дровосек» выделяется своей необычностью. В этой работе художник обратился к сюжету одноимённой басни Лафонтена. Не считая иллюстраторов изданий басен Лафонтена, до Милле это делал британский живописец XVIII века Джозеф Райт, автор картины «Старик и смерть», но маловероятно, чтобы Милле был знаком с его работой.

## Сюжет
Смерть пришла за дровосеком и хочет забрать его с собой. Милле изобразил Смерть традиционно: одетой в саван и с косой на плече. Увлекаемый Смертью дровосек пытается ухватиться за вязанку хвороста, на его лице печать безысходности. Сцена освещена особенным, нереальным светом. В левой руке фигуры Смерти можно заметить изогнутые песочные часы с крыльями — символ быстротечности времени.
Милле показал тяжёлую крестьянскую долю, но сделал это в канонах романтической традиции. В работе «Смерть и дровосек» можно увидеть элемент критики, но без демонстрации реальности во всей её грубости, благодаря чему произведение Милле пришлось по душе французской буржуазии того времени. Впрочем, жюри Салона 1859 года работу Милле отвергло — вероятно, по политическим причинам: лесорубы в то время считались неблагонадёжным слоем, и сочувствие в изображении старика могло насторожить консервативно настроенную комиссию.

## Рисунки и офорт
Милле долго искал композицию. В Лувре хранятся два рисунка с первыми поисками композиции, ещё один рисунок находится в Эрмитаже. Композиция последнего и легла в основу как офорта, также созданного художником, так и картины на эту же тему (Новая глиптотека Карлсберга, Копенгаген). Установлено, что рисунок, исполненный в 1858 году, находился в собрании М. Лорана-Ришара вместе с картиной, а в 1913 году был куплен на аукционе русским коллекционером, скорее всего, В. Н. Аргутинским-Долгоруковым. В его коллекции рисунок находился до 1920 года, и затем попал в собрание Эрмитажа.
Очень успешным оказался офорт Милле «Смерть и дровосек», своей художественностью напоминающий шедевр немецкого мастера XVI века Ганса Гольбейна из серии «Пляска смерти», а философским оттенком выдерживающий сравнение с офортами Рембрандта. К тому же благодаря большому тиражу офорт, в отличие от картины, познакомил с удачной композицией художника широкий круг любителей искусства.

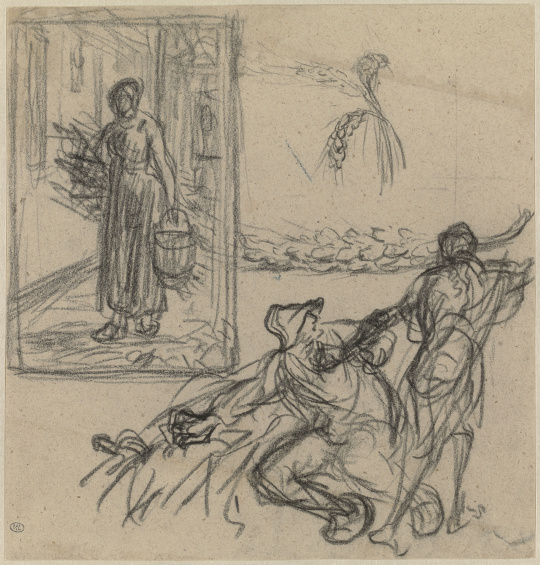
Рисунок с поисками композиции из собрания Музея Лувра (Париж)
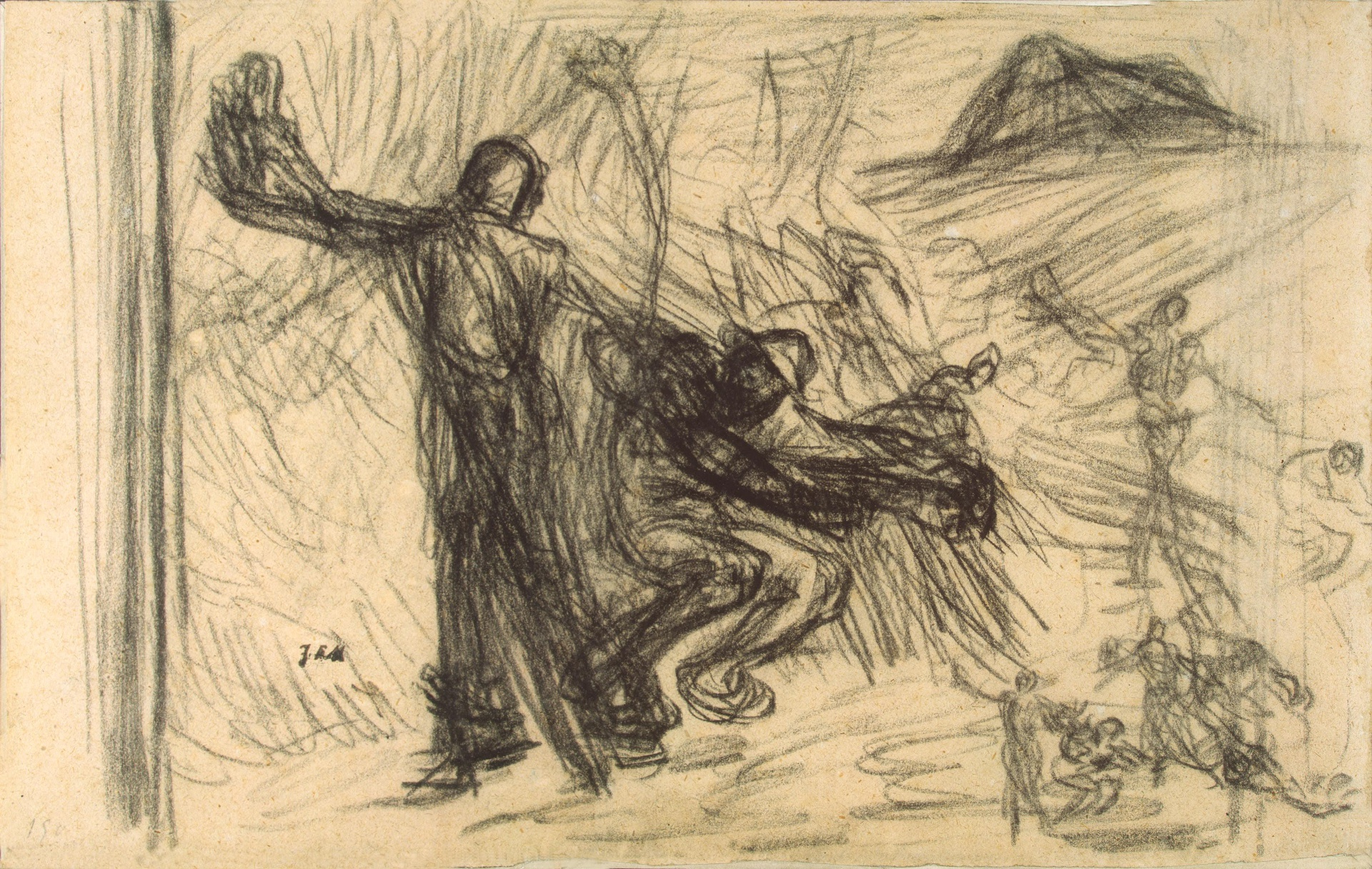
Рисунок с поисками композиции из собрания Государственного Эрмитажа (Санкт-Петербург)
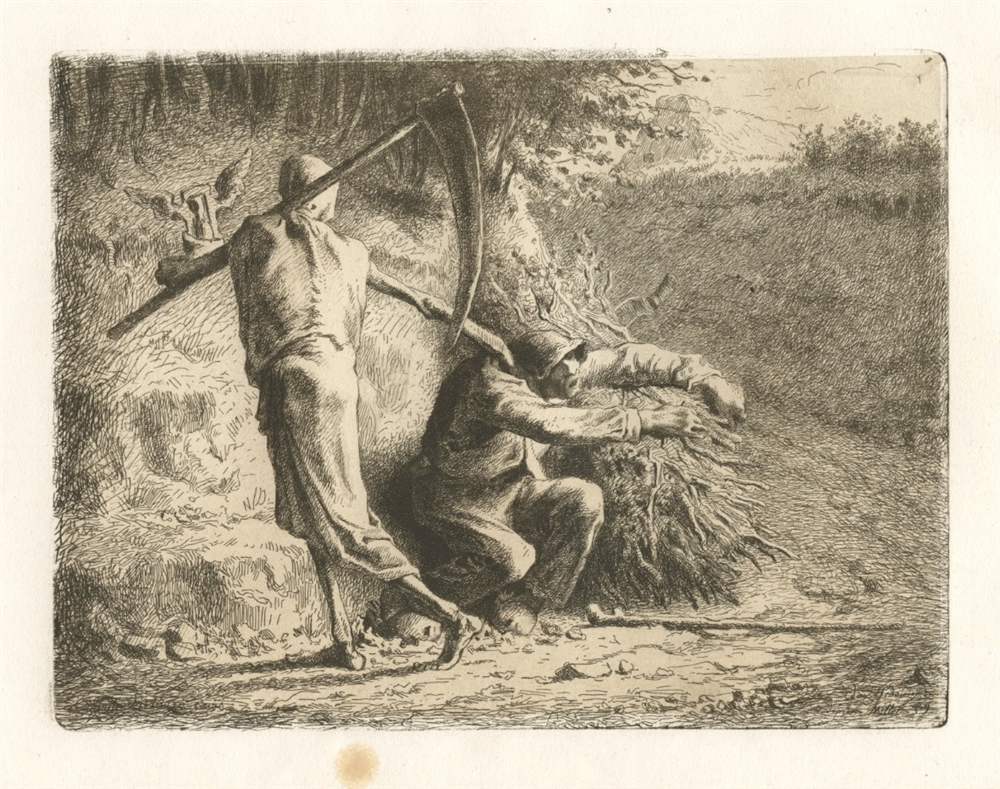
Офорт «Смерть и дровосек»